# Acantholimon astragalinum
Acantholimon astragalinum är en triftväxtart som beskrevs av Mobayen. Acantholimon astragalinum ingår i släktet Acantholimon och familjen triftväxter. Inga underarter finns listade i Catalogue of Life.